# Rojetín
Rojetín je obec v okrese Brno-venkov v Jihomoravském kraji. Rozkládá se v Křižanovské vrchovině, přibližně dvanáct kilometrů západně od Tišnova. Žije zde 83 obyvatel.

## Historie
První písemná zmínka o obci pochází z roku 1353 (Rogietyn). Zdejší poddaní mívali za povinnost ročně dodávat vrchnosti kopu smržů.

## Obyvatelstvo
| Rok            | 1869 | 1880 | 1890 | 1900 | 1910 | 1921 | 1930 | 1950 | 1961 | 1970 | 1980 | 1991 | 2001 | 2011 | 2021 |
| -------------- | ---- | ---- | ---- | ---- | ---- | ---- | ---- | ---- | ---- | ---- | ---- | ---- | ---- | ---- | ---- |
| Počet obyvatel | 217  | 219  | 241  | 257  | 245  | 250  | 222  | 184  | 163  | 140  | 108  | 84   | 76   | 67   | 78   |
| Počet domů     | 27   | 28   | 31   | 32   | 35   | 36   | 42   | 47   | 45   | 41   | 34   | 28   | 45   | 46   | 42   |

Vývoj počtu obyvatel

## Obecní správa
K 1. lednu 2005 byla obec Rojetín společně s dalšími 23 obcemi převedena z okresu Žďár nad Sázavou (Kraj Vysočina) do okresu Brno-venkov (Jihomoravský kraj).

### Obecní symboly
Dne 25. dubna 2018 bylo usnesením výboru pro vědu, vzdělání, kulturu, mládež a tělovýchovu Poslanecké sněmovny Parlamentu České republiky schváleno udělení znaku a vlajky obce. Znak a vlajka byly obci uděleny rozhodnutím předsedy Poslanecké sněmovny Parlamentu České republiky dne 3. května 2018.

## Pamětihodnosti
- kaple Narození Panny Marie
- lihovar na okraji obce
- Přírodní památka Rojetínský hadec

## Galerie

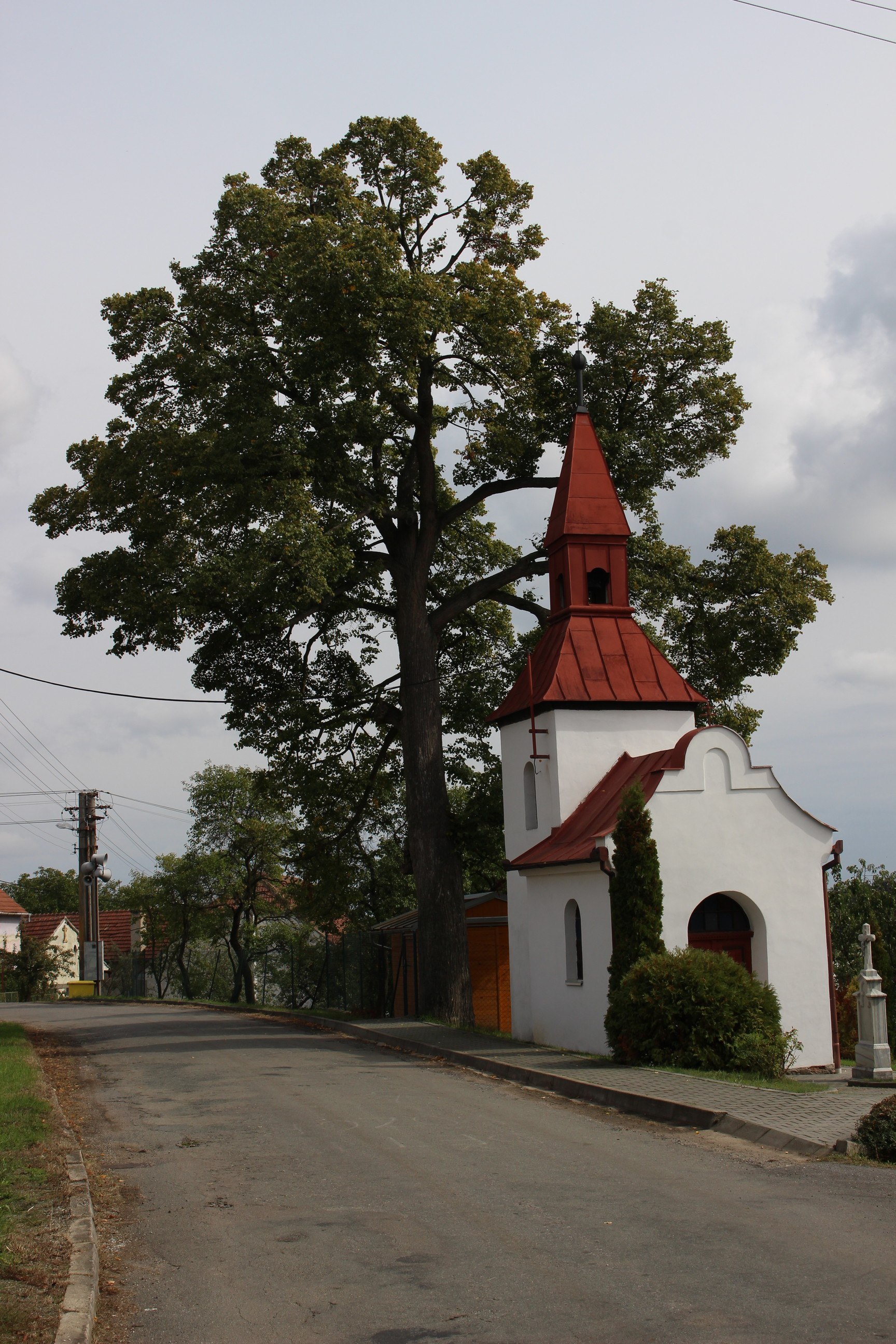
kaple Narození Panny Marie
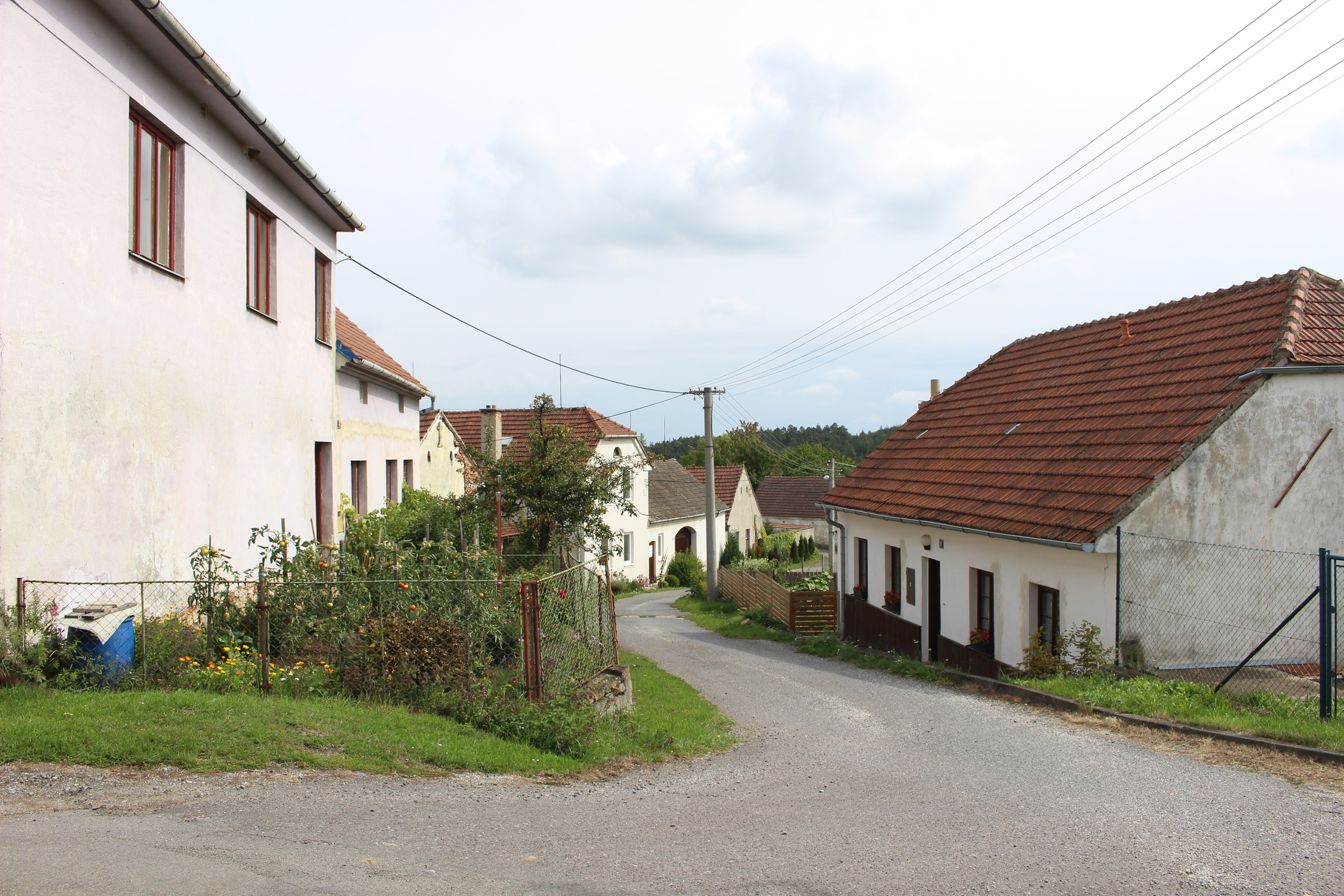
část obce
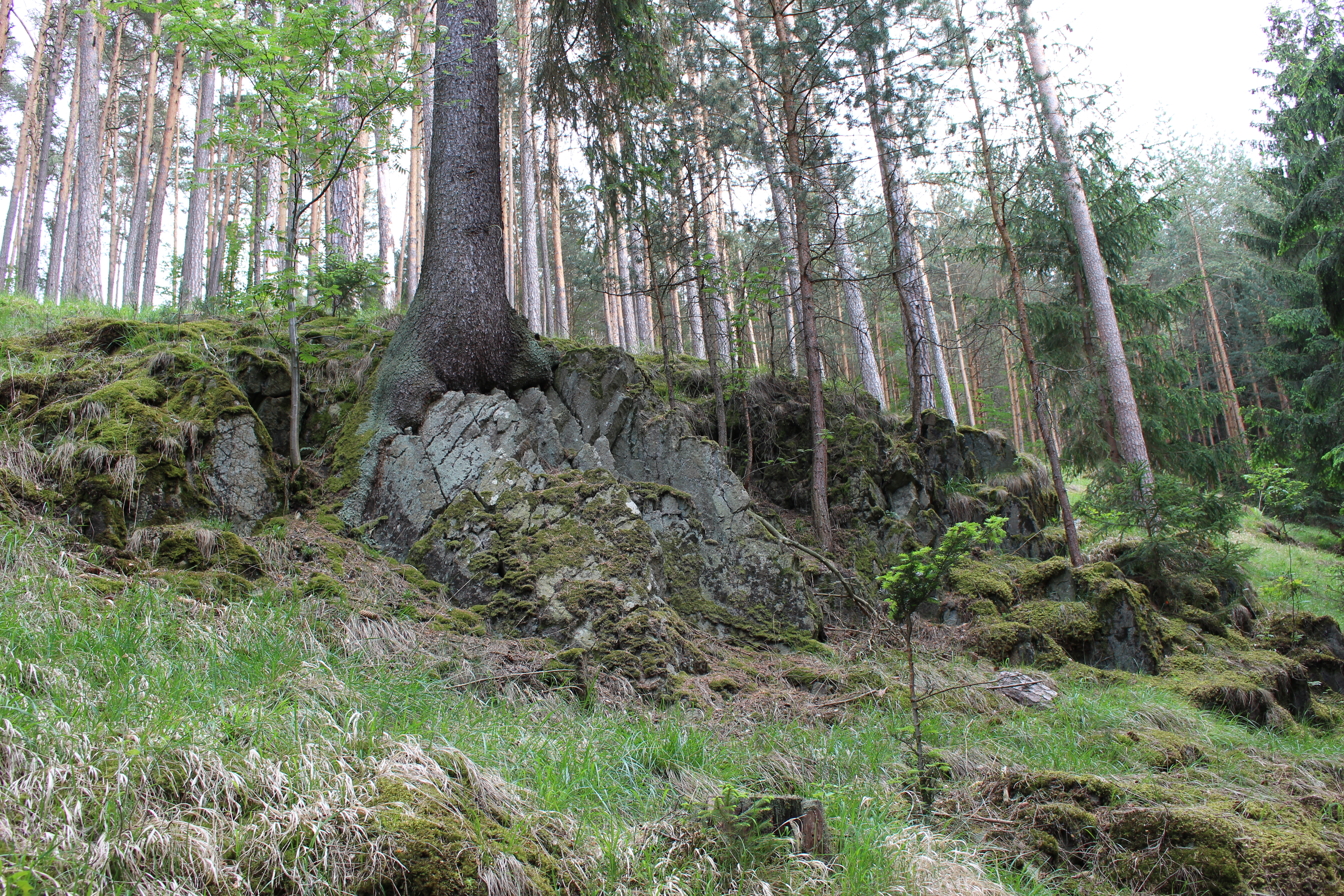
PP Rojetínský hadec